# Pseudoepistominella
Pseudoepistominella es un género de foraminífero bentónico de la subfamilia Epistomininae, de la familia Epistominidae, de la superfamilia Ceratobuliminoidea, del suborden Robertinina y del orden Robertinida. Su especie tipo es Pseudoepistominella mirusa. Su rango cronoestratigráfico abarca el Barremiense (Cretácico inferior).

## Clasificación
Pseudoepistominella incluye a la siguiente especie:
- Pseudoepistominella mirusa †